# Giovanni Battista Cossetti
Giovanni Battista Cossetti (né le 21 novembre 1863 à Tolmezzo, dans la province d'Udine, dans la région Frioul-Vénétie Julienne, et mort à Chions, dans la province de Pordenone, dans la même région, le 17 décembre 1955) est un compositeur et organiste italien de la fin du XIXe et de la première moitié du XXe siècle.

## Biographie
D’origine modeste, il s’intéresse très tôt à la musique, si bien qu’à 17 ans il devient organiste de la cathédrale de San Martino di Tolmezzo, et maître de chapelle à 21 ans .
Il crée et dirige également l’orchestre communal et la scholae cantorum.
À 28 ans, en 1891, il est élu promoteur régional de la réforme de la musique sacrée.
Après son mariage, il s’installe en 1907 dans la petite ville de Chions où il collabore à la création d’une caisse rurale, à la création d’un orphelinat, d’une école de chant qu’il dirigera et en 1908 à la réalisation d’un nouvel orgue pour l’église de San Giorgio.
Compositeur prolifique, il laisse plus de 523 compositions (sacrées et profanes).

## Œuvres
- I bimbi d'Italia a Trento e Trieste. Coro patriottico, Zanibon, Padoue 1916.
- Offertori, Ed. Carrara, Bergame 1930.
- Gloria in excelsis Deo! Due mottetti del santo Natale per coro a voci eguali con organo od armonio, Venturi, Bologne 1939.
- Messa polifonica dedicata ai Sette santi fondatori dei Servi di Maria. Per coro a 3 voci miste con organo od armonio, Ed. Carrara, Bergame 1942.
- Missa in honorem Maria ss. Auxiliatricis. Duabus vocibus inaequalibus, organo vel harmonio comitante, Mignani, Florence 1951.
- Missa in honorem S. Hilarii martyris Carniae patrini. Tribus vocibus virilis, organo vel harmonio comitante, Zanibon, Padoue 1951.
- Messa serafica in onore di S. Francesco d'Assisi. Per coro a due voci puerili, alti e contralti con baritoni ad libitum, Ed. Carrara, Bergame 1952.

## À noter
Le pape Benoît XV a nommé Giovanni Battista Cossetti chevalier de l’ordre de Saint-Grégoire-le-Grand en 1921.